# Ԉ
Lié komi ou ljé komi (capitale Ԉ, minuscule ԉ) est une lettre de l’alphabet cyrillique. Elle était utilisée dans l’écriture du komi d’environ 1919 à 1940 comme les lettres jé cramponné ‹ Җ җ ›, dé komi ‹ Ԁ ԁ ›, dié komi ‹ Ԃ ԃ ›, zié komi ‹ Ԅ ԅ ›, dzié komi ‹ Ԇ ԇ ›, nié komi ‹ Ԋ ԋ ›, sié komi ‹ Ԍ ԍ ›, tié komi ‹ Ԏ ԏ ›. Elle est appelée « el à queue relevée » (Л с хвостиком вверх en russe) dans la norme GOST R 7.0.29-2010.

## Représentations informatiques
Le lié komi peut être représenté avec les caractères Unicode suivants :
| formes    | représentations | chaînes de caractères | points de code | descriptions                          |
| --------- | --------------- | --------------------- | -------------- | ------------------------------------- |
| capitale  | Ԉ               | Ԉ                     | U+0508         | lettre majuscule cyrillique komie lié |
| minuscule | ԉ               | ԉ                     | U+0509         | lettre minuscule cyrillique komie lié |